# Premio Òmnium
El Premio Òmnium a la mejor novela del año es un premio literario en lengua catalana otorgado por la asociación Òmnium Cultural. Tiene una dotación económica de 20.000 € para el autor y 5.000 € para la difusión de la obra. Es el premio en catalán mejor dotado a una obra ya publicada.

## Historia
El premio se creó en 2017, con una dotación de 20.000 euros directos para el autor y una campaña de marketing valorada en 5.000 euros, con la intención de reconocer, anualmente, la mejor novela publicada originalmente en lengua catalana y darla a conocer entre el público, basándose en el modelo del Premio Goncourt.
En la primera edición, un comité de selección formado por el editor del diario digital Núvol, Bernat Puigtobella, la librera Olga Federico y la bibliotecaria Carme Fenoll seleccionaron dieciséis novelas publicadas en 2017. Después, un jurado formado por cinco miembros independientes (Maria Dasca, profesora de la Universidad Harvard; Rosa Cabré, catedrática emérita de la Universidad de Barcelona; Carme Gregori, profesora de la Universidad de Valencia; Xavier Pla, profesor de la Universidad de Gerona; y Oriol Izquierdo, crítico y gestor cultural) hicieron una primera selección de las tres obras finalistas y en una segunda deliberación eligieron la ganadora.

## Ganadores y finalistas
| Year | Autores               | Obra                                   | Editorial              |
| ---- | --------------------- | -------------------------------------- | ---------------------- |
| 2023 | Imma Monsó            | La mestra i la Bèstia                  | Editorial Anagrama     |
| 2023 | Maria Climent         | A casa teníem un himne                 | L'Altra Editorial      |
| 2023 | Elisabet Riera Millán | Una vegada va ser estiu la nit sencera | Editorial Males Herbes |
| 2022 | Sebastià Alzamora     | Ràbia                                  | Edicions Proa          |
| 2022 | María Barbal          | Al llac                                | Columna Edicions       |
| 2022 | Sebastià Portell      | Les altures                            | Editorial Empúries     |
| 2021 | Joan Lluís-Lluís      | Junil a les terres dels bàrbars        | Club Editor            |
| 2021 | Núria Bendicho        | Terres mortes                          | Editorial Anagrama     |
| 2021 | Jordi Cussà           | El primer emperador i la reina Lluna   | Editorial Comanegra    |
| 2020 | Eva Baltasar          | Boulder                                | Club Editor            |
| 2020 | Miquel Martín i Serra | La drecera                             | Edicions del Periscopi |
| 2020 | Sebastià Perelló      | La mar rodona                          | Club Editor            |
| 2019 | Martí Domínguez       | L'esperit del temps                    | Edicions Proa          |
| 2019 | Jordi Lara            | Sis nits d'agost                       | Edicions de 1984       |
| 2019 | Irene Solà            | Canto jo i la muntanya balla           | Editorial Anagrama     |
| 2018 | Marta Orriols         | Aprendre a parlar amb les plantes      | Edicions del Periscopi |
| 2018 | Melcior Comas         | Sobre la terra impura                  | Edicions Proa          |
| 2018 | Pere Joan Martorell   | La memòria de l'oracle                 | Edicions del 1984      |
| 2017 | Raül Garrigasait      | Els estranys                           | Edicions del 1984      |
| 2017 | Maria Guasch          | Els fills de Llacuna Park              | L'Altra Editorial      |
| 2017 | Vicenç Pagès Jordà    | Robinson                               | Empúries               |